# Ceryx exapta
Ceryx exapta är en fjärilsart som beskrevs av Swinhoe 1892. Ceryx exapta ingår i släktet Ceryx och familjen björnspinnare. Inga underarter finns listade i Catalogue of Life.